# 列依列克区
列依列克区是吉尔吉斯斯坦西南州份巴特肯州的一个区。东面紧邻巴特肯区，西面和北面与塔吉克斯坦接壤。该区面积为4,653平方（1,797平方英里），2009年人口为116,861人。首府位于伊斯法納。